# Edifier
Edifier — производитель мультимедийных акустических систем, крупнейший на китайском рынке. Имеет R&D-департамент в Канаде помимо главного офиса в Пекине. Основные производственные мощности расположены в Пекине и Дунгуане, обеспечивая ежегодную производительность в 8 000 000 акустических систем. Имеет дистрибьюторов в более чем 70 странах.

## История
Компания основана в мае 1996 года в Пекине, Китай.
В декабре 2011 года компания объявила о приобретении Stax Ltd за ¥120.000.000.

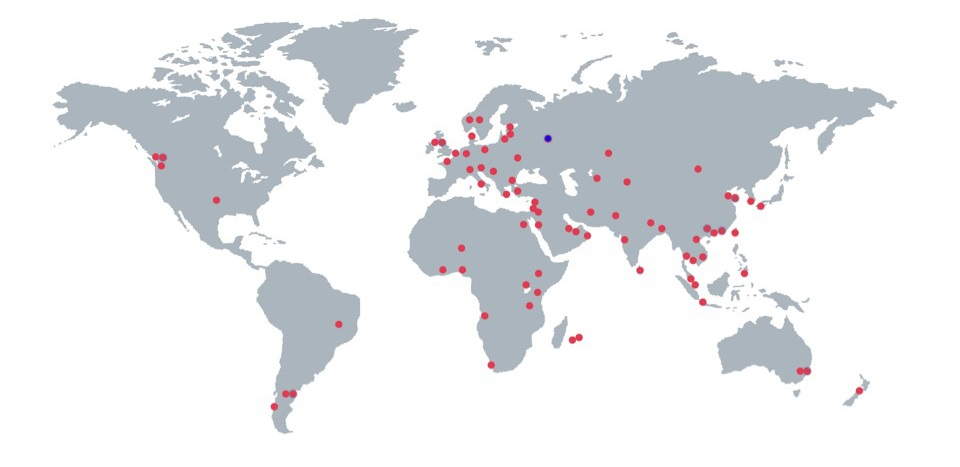
Распространение компании Edifier

## Награды
2008
- CES Innovation Award Honoree — Rainbow Wireless
- CES Innovation Award Honoree — E350
- iF Product Design Award — Rainbow Wireless
- Good Design Award — MP300

2009
- Red Dot Design Award — MP300Plus
- Red Dot Design Award — Luna 2 e20
- Good Design Award — Luna 2 e20

2010
- CES Innovation Award Honoree — Luna 5 encore
- Technic 3D Gold Award — S730
- 1.4 Top Review — S2000
- Red Dot Honorable Mention — Luna 5 encore

2011
- CES Innovation Award Honoree — Sound To Go
- Design Award of the Federal Republic of Germany — Luna5 encore
- iF Product Design Award — Sound To Go
- Red Dot Design Award — Sound To Go

2012
- CES Design & Engineering Showcase Honours — Spinnaker

2014
- iF Product Design Award — e25

2015
- CES Innovation Award Honoree — e235